# Greenslade
Greenslade es una banda inglesa de rock progresivo formada originalmente en noviembre de 1972 por el teclista y vocalista Dave Greenslade. Este, junto con el bajista Tony Reeves, fueron antiguos miembros del grupo Colosseum. Los otros dos integrantes de la formación original son el batería Andrew McCulloch (miembro durante un breve periodo de tiempo de King Crimson) y el teclista Dave Lawson (exmiembro de Samurai). El bajista Reeves dejó el grupo en 1974 y fue sustituido por Martin Briley, que trabajó además como guitarrista. Greenslade se separó en 1976, pero, en 2000, Dave Greenslade reformó el grupo con Reeves, el batería John Trotter y el vocalista y teclista John Young.

## Discografía
- 1972: Greenslade
- 1973: Bedside Manners Are Extra
- 1974: Spyglass Guest
- 1975: Time and Tide
- 1997: Shades Of Green (1972-75)
- 2000: Live (recorded in 1973-75)
- 2000: Large Afternoon
- 2002: Greenslade 2001 - Live The Full Edition